# Махмуд Джеляль Баяр
Махмуд Джеляль Баяр (тур. Mahmut Celâl Bayar; 16 травня 1883 — 22 серпня 1986) — турецький політик і державний діяч, третій президент Туреччини.

## Ранні роки
Народився в 1883 в селі Умурбей поруч з містом Гемлік (вілайєт Бурса), в сім'ї релігійного діяча і вчителя, що переїхав з міста Лом (Болгарія). Після закінчення школи, Баяр працював клерком спочатку в суді Гемліка, а потім у банку Ziraat Bankası і філії Deutsche Orientbank в Бурсі.

## Політична кар'єра
У 1908 приєднався до групи «Комітет єдності і прогресу» (тур. «İttihad Terakki Cemiyeti»), політичної організації младотурків, і став її важливим членом, зайнявши посаду генерального секретаря недавно заснованого Ізмірського відділення партії. На цій посаді він сприяв створенню жіночої та залізничної шкіл.
У 1919 обраний до османський парламент депутатом від Сарухана (сьогоднішня Маніса). Через своєї незгоди із запропонованим султаном новим варіантом конституції, в 1920 році Баяр поїхав до Анкари, щоб приєднатися до Мустафи Кемаля та Турецького визвольного руху.
Баяр став активним членом Товариства захисту прав Анатолії і Румелії (тур. «Müdafaa-i Hukuk Cemiyeti»), політичної організації, що сформувалася після Першої світової війни. Він був обраний в нещодавно створені Великі національні збори Туреччини депутатом від Бурси. У тому ж році він почав роботу заступником міністра економіки і 27 лютого 1921 був призначений міністром економіки. Баяр керував переговорної комісією під час повстання Черкеза Етхема. У 1922 році Баяр був членом турецької делегації на Лозаннській конференції як радник Ісмета Іненю. Після виборів 1923 він був обраний депутатом парламенту від Ізміру. 26 серпня 1924 Баяр заснував Діловий банк (тур. Türkiye İş Bankası) в Анкарі і пропрацював його генеральним директором до 1932 року.
25 жовтня 1937, після відходу у відставку Ісмета Іненю, Мустафа Кемаль Ататюрк призначив Баяра прем'єр-міністром 9-го уряду. Він займав цю посаду під час смерті Ататюрка і після того, як в 1938 році Іненю став президентом. Розбіжності з Іненю призвели до того, що 25 січня 1939 Баяр склав повноваження.
До 1945 був членом Народно-республіканської партії (тур. Cumhuriyet Halk Partisi), турецької соціал-демократичної республіканської націоналістичної партії. 7 січня 1946 він разом з Аднаном Мендересом, Фуатом Кепрюлю і Рефіком Коралтаном заснував Демократичну партію (тур. Demokrat Parti), соціально-консервативну партію, яка дотримувався ліберальних поглядів в економіці.
У перших вільних загальних виборах у турецькій історії, що пройшли 14 травня 1950, Демократична партія отримала більшість місць у парламенті (408 з 487). Парламент обрав Баяра, голову Демократичної партії, президентом Туреччини. У 1954 і 1957 роках він послідовно переобирався, пропрацювавши на посаді президента в цілому 10 років. Весь цей час посаду прем'єр-міністра займав Аднан Мендерес.

## Державний переворот
27 травня 1960 збройні сили під керівництвом Джемаля Гюрселя здійснили державний переворот. Джелаль Баяр, Аднан Мендерес і ряд інших державних і партійних діячів 10 червня того ж року постали перед військовим трибуналом, котрий проходив на невеликому острові Яссиада в Мармуровому морі.
Баяр і 15 інших членів партії були звинувачені у порушеннях конституції і 15 вересня 1961 засуджені до смертної кари Високим судом правосуддя. Правлячий військовий комітет підтвердив смертний вирок для Мендереса, Зорлу і Полаткана, проте вирок Баяра і ще 12 партійних діячів був замінений довічним тюремним ув'язненням. Баяр був відправлений у в'язницю в Кайсері але вже 7 листопада 1964 був звільнений за станом здоров'я.
У 1966 реабілітований. У 1974 повністю відновлений у політичних правах, але він відхилив запрошення стати довічним членом Сенату, мотивуючи це тим, що людина може представляти народ тільки в разі обрання.
Помер 22 серпня 1986 в Стамбулі у віці 103 років. Мав трьох дітей.
У 1958 Вільний університет Берліна (нім. Freie Universität Berlin) присудив йому почесний докторський ступінь. Заснований у 1992 університет у Манісі носить його ім'я.

## Цікаві факти
- Входить до числа 12 глав держав і урядів, що прожили понад 100 років.
- Джаляль Баяр довгий час був рекордсменом серед політиків як довгожитель, в яких достовірно відомі роки життя.
- Він помер, коли йому було 103 роки і більше 3 місяців.
- Джаляль Баяр пережив на 2 роки колишнього рекордсмена, норвезького політика Крістофера Горнсрюда. Цю позицію він втратив наприкінці 2008 року, рекордсменом серед політиків-довгожителів став камбоджійський політик Чау Сен Коксал Чхум.

## Галерея

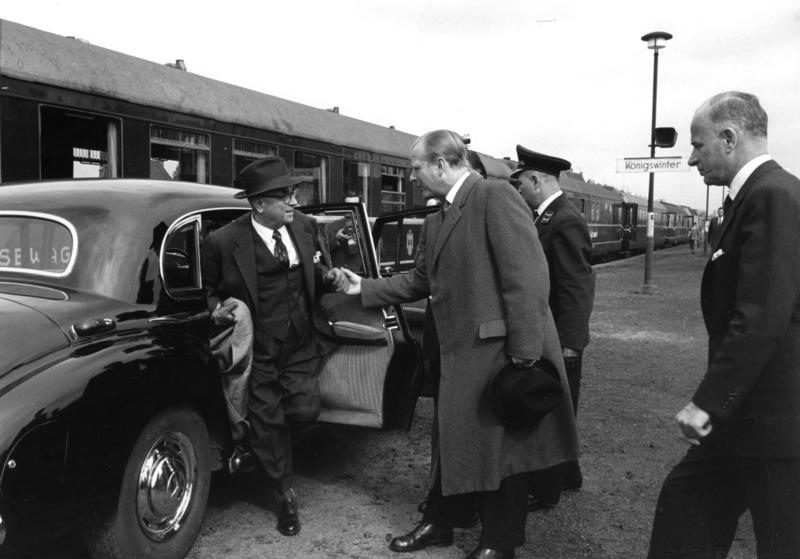
Барон Сигізмунд фон Браун (в центрі) зустрічає Баяра під час візиту до Німеччини (9 травня 1958).